# Parapalosia cinderella
Parapalosia cinderella är en fjärilsart som beskrevs av William Schaus 1905. Parapalosia cinderella ingår i släktet Parapalosia och familjen björnspinnare. Inga underarter finns listade i Catalogue of Life.